# Paul Rotterdam
Paul Rotterdam (* 1939 in Wiener Neustadt, eigentlich Werner Paul Zwietnig-Rotterdam) ist ein österreichischer Maler. Er lebt in New York und Texas.

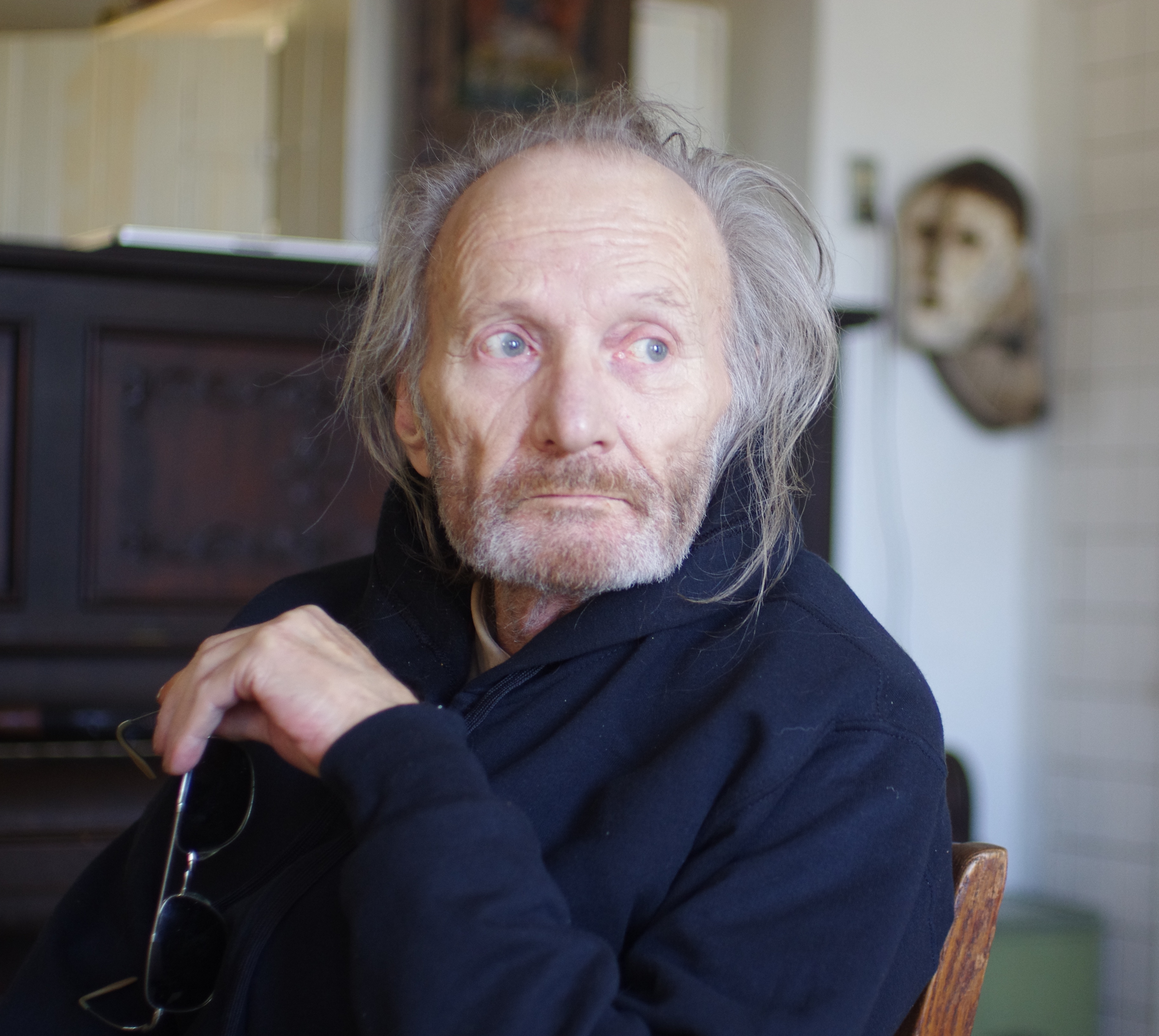
Paul Rotterdam

## Leben
Paul Rotterdam verbrachte seine Kindheit im vom Bombenkrieg schwer betroffenen Wiener Neustadt. Nach Kriegsende floh Rotterdam 1945 mit seiner Mutter und seinen Schwestern vor der Roten Armee in das von amerikanischen Truppen besetzte Westösterreich. Dort begegnete er erstmals afroamerikanischen Soldaten, die der notleidenden Familie mit Lebensmitteln halfen – eine Erfahrung, die Rotterdam später als "Begegnung mit Engeln" bezeichnete. 1947 übersiedelte die Familie nach Leoben. 
1960, nach dem Gymnasium in Leoben ging er nach Wien, um Kurse an der Hochschule für angewandte Kunst Wien und an der Akademie der bildenden Künste Wien zu belegen. An der Universität Wien studierte Rotterdam von 1960 bis 1966 Philosophie, wobei er sich in seiner Dissertation mit visuellen Theorien beschäftigte.
1965 vertrat er Österreich auf der Biennale junger Künstler in Paris und auf der Biennale in Tokyo. Mehrere Einzelausstellungen in Florenz, Graz und Wien folgten. 1967 heiratete er seine erste Frau Heidrun Vogelberg, die gemeinsame Tochter Charlotte wurde 1969 geboren.
1968 wurde Rotterdam als außerordentlicher Professor an das Visual Art Center der Harvard University in Cambridge (Massachusetts) berufen. 1975 erhielt er außerdem eine Gastprofessur an der Cooper Union School of Art, New York City.
Nach einer Schaffensperiode in Paris 1977 mit Ausstellungen in den Galerien Piltzer und Maeght publizierte er ein Buch mit Zeichnungen und Texten von Kenneth Wahl.
1979 erhielt Paul Rotterdam eine einjährige Gastprofessur an der University of Texas in San Antonio, wo er auch zusammen mit Alvin Martin das Buch Fourteen Stations of the Cross veröffentlichte. Im selben Jahr endete auch seine Ehe.
Ab 1973 lebte Paul Rotterdam in einem Loft am West-Broadway, New York. In den Frühjahrssemestern unterrichtete er an der Harvard University. Nach dem Ende seiner Lehrtätigkeit 1987 zog er sich auf eine Farm im Bundesstaat New York zurück und arbeitete dort in seinem Atelier.
1986/87 unternahm der Künstler zahlreiche Reisen zur Kupferdruckwerkstätte von Rolf Meier in Winterthur und illustriert „Die Aufzeichnungen des Malte Laurids Brigge“ von Rainer Maria Rilke.
1994/95 kam Paul Rotterdam wieder nach Wien, wo er in den Frühjahrssemestern 14 Vorträge an der Akademie der Bildenden Künste hielt.
1996 heiratete Paul Rotterdam die Malerin Rebecca LittleJohn.
2004 Prestel (München New York) publiziert Werkliste von Malerei und Skulptur 1953–2004.
2007 Retrospektive von Zeichnungen im Leopold Museum, Wien.
2014 publizierte er eine Sammlung von öffentlichen Vorträgen in English (University of Chicago Press) und Deutsch (Hirmer Verlag, München): „Wilde Vegetation – Von Kunst zu Natur.“
2017 hatte er eine Ausstellung gemeinsam mit Rebecca LittleJohn im Museum der Stadt Leoben.
2024 veröffentlichte Paul Rotterdam das Buch „Nachtbogen – Nightbow and Other Events“, das autobiografische Texte, Reflexionen über Kunst sowie Reproduktionen seiner Werke enthält.
2024 schenkte Rotterdam 29 Gemälde und Zeichnungen den Niederösterreichischen Landessammlungen, um sein Werk stärker in Österreich zu verankern. Besonders wichtig war ihm dabei, einem Wunsch seiner Mutter nachzukommen, die stets bedauert hatte, dass seine Werke überwiegend in den USA verblieben waren.
Rotterdam besucht jährlich für einige Wochen die Benediktinerabtei Seckau in Österreich für Ruhe, Stille und Reflexion.
Er besitzt eine umfangreiche Sammlung afrikanischer Masken.

## Stil
Seine Bilder sind abstrakte Objekte, meist monochrom oder reduziert in der Farbe. Physische Formen reichen von der Leinwand in den Raum.
Die Kunstkritikerin Dore Ashton schreibt über seinen Stil:

„Seine Vorstellung von der Mission des Malers ähnelt der Aussage Rilkes in einem Brief an seine Frau, dass Wirklichkeit nicht ein Verbleiben in Träumen, Absichten oder Stimmungen sei, sondern deren Umsetzung in reale Dinge. Rotterdam ist ein moderner Maler (obwohl er an seiner Modernität zweifelt und sie manchmal sogar provokativ abstreitet), mit Bildern, die in sich geschlossene, physische Einheiten darstellen. Er ist gezwungen, seine starken Gefühle in Dinge umzusetzen.“

Ab etwa 1980 wird sein minimalistischer Stil breiter und schließt mehr und mehr Formen der Natur mit ein.
Nach dem Ende seiner Lehrtätigkeit an der Harvard University wandte sich Rotterdam verstärkt Natureindrücken zu, ohne jedoch auf realistische Darstellungen zurückzugreifen. In der sogenannten Blenheim-Serie arbeitete er an einer eigenständigen künstlerischen Realität, in der Emotion und Formfindung im Mittelpunkt standen.
Alvin Martin schreibt:

„Seine neuen Arbeiten befassen sich nach wie vor mit kosmischer Weite, aber nun auf der Ebene des romantischen Begriffs des Erhabenen. Seine metaphysische Verschmelzung  von Erde, Pflanzen, Himmel und Wasser, akzentuiert durch Hinweise auf vergängliche, vom Menschen geschaffene Dinge oder Mythen, repräsentiert für ihn die ewige Einheit nicht nur von Mensch und Natur, sondern auch von Vergangenheit, Gegenwart und Zukunft.“

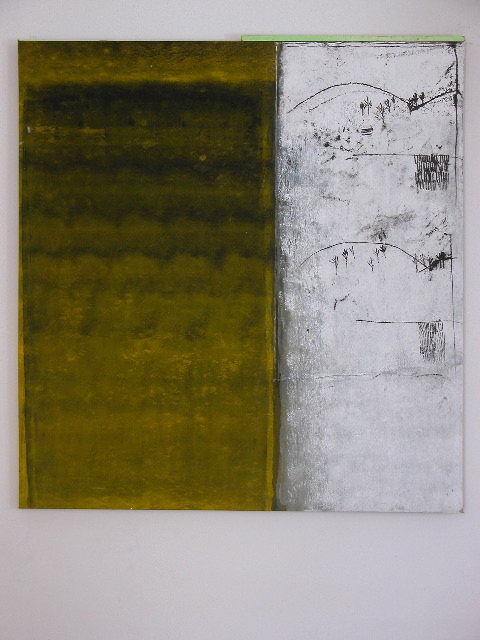
„Blenheim“, 2003, Acryl auf Leinwand, 160 × 150 cm
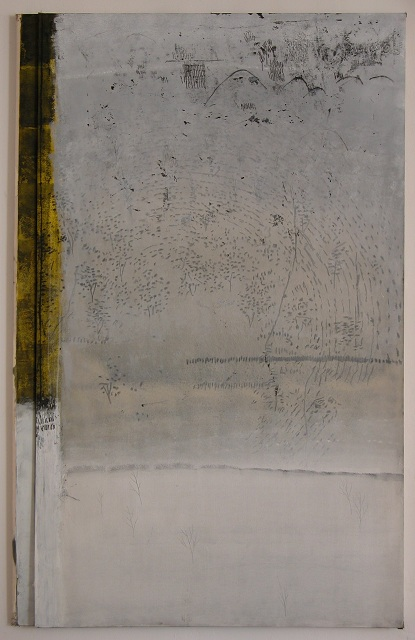
„Garden“, 2006, Acryl auf Leinen, 244 × 155 cm
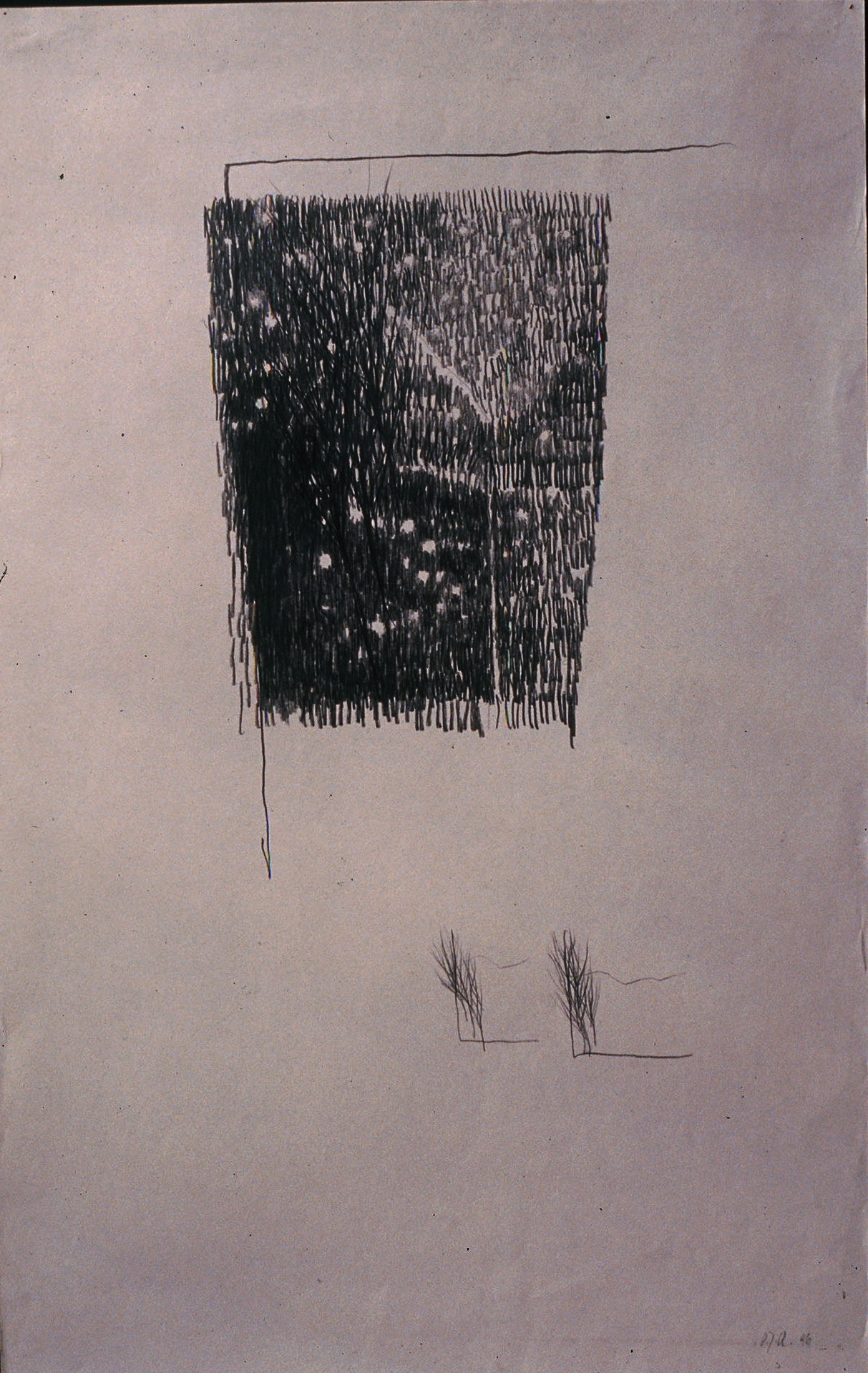
„Night“, 1996, Graphit auf Papier, 88 × 567 cm

## Auszeichnungen
- 2006 Kulturpreis der Stadt Leoben
- 2007 wurde er mit dem Österreichischen Ehrenkreuz für Wissenschaft und Kunst ausgezeichnet.[9]

## Ausstellungen
Zahlreiche Einzelausstellungen in Galerien und Museen.
Ausgewählte Gruppenausstellungen:
1975: Biennial Exhibition of Contemporary Art, Whitney Museum, New York.
1976: Artists-Immigrants of America 1876–1976, Hirshhorn Museum, Washington DC.
1980: American Drawing 1970–1980, Brooklyn Museum, New York.
1986: National Drawing Invitational, The Arkansas Arts Center, Little Rock.
1991: Le Cabinet des Dessins, Fondation Maeght, Saint-Paul, France.
1997: The New York School, Museum of Contemporary Art, Tokyo, Japan.

## Werke in öffentlichen Sammlungen
Albertina, Vienna. Busch-Reisinger Museum, Cambridge. Birmingham Museum of Art, Birmingham. Brooklyn Museum, New York. Cornell University Art Museum, Ithaca. Crystal Bridges Museum of American Art, Bentonville. Des Moines Art Center, Des Moines. Fogg Art Museum, Cambridge. Fondation Maeght, Saint-Paul de Vence. Solomon R. Guggenheim Museum, New York. Hirshhorn Museum, Washington D.C. Landesmuseum Joanneum, Graz. Leopold Museum, Wien. Metropolitan Museum, New York. Museum of Modern Art, New York. Musée de Nice, Nice. Musée l’Abbaye Sainte Croix, Les Sables d’Olonne. Musée d’Art Modern-Beaubourg, Paris. Musée d’Art Contemporain de Montréal, Montréal. Museum der Stadt Leoben, Leoben. Niederösterreichisches Landesmuseum, St. Pölten. Ohara Museum, Tokyo. The Arkansas Arts Center, Little Rock. The National Museum of Art, Osaka. The Power Institute of Fine Arts, Sydney. The University of Arizona Museum of Art, Tucson. Walker Art Center, Minneapolis.

## Publikationen
- Paul Rotterdam. Ausstellung 1965. Katalog, Galerie im Griechenbeisl, 1965.
- Carl Aigner (Hrsg.): Paul Zwietnig-Rotterdam. Worklist. painting, sculpture, projects. Werkliste. Malerei-Skulptur-Projekte. 1953–2004. Mit Essays von Dore Ashton, Konrad Paul Liessmann, Joachim Rössl, Manfred Wagner u. a. Prestel, München 2004 und 2007, ISBN 978-3-7913-3286-4.
- Alvin Martin: Paul Rotterdam: The 14 Stations of the Cross. The University of Texas, San Antonio 1982.
- Carter Ratcliff: Paul Rotterdam. Selected paintings 1972–1982. Storrer Edition, Zürich 1982.
- Joachim Rössl, Dore Ashton: Paul Zwietnig-Rotterdam. Ausgewählte Arbeiten, 1969–1989 Hrsg. von der Kulturabteilung des Landes Niederösterreich, Wien 1989, ISBN 3-85460-005-4.
- Kenneth Wahl: Paul Rotterdam: Selected drawings 1974–1977. Storrer Edition, Zürich 1977, ISBN 3-85908-001-X.
- Townsend Wolfe: Paul  Zwietnig-Rotterdam,  A Drawing Retrospective 1969–1994. The Arkansas Arts Center, Little Rock 1995.
- Paul Zwietnig Rotterdam: Wilde Vegetation – Von Kunst zu Natur. Hirmer Verlag, München 2014, ISBN 978-3-7774-2228-2.
- Paul Rotterdam: Nachtbogen – The Nightbow and ether events. Hirmer Verlag, München 2024, ISBN 978-3-7774-4402-4.

## Audio
- Heinz Janisch: Substanz – Der Maler Paul Rotterdam. Menschenbilder, 4. Oktober 2009.[10]
- Ö1: Gedanken – „Über das Geistige in der Kunst“, 2. Februar 2025.